# 고양이 등록소
고양이 등록소(cat registry) 또는 고양이 품종 등록소(cat breed registry)는 고양이 품종을 전시 및 번식 목적으로 등록하는 단체이다. 고양이 등록소는 고양이의 혈통, 고양이 이름, 고양이의 기타 세부 사항, 혈통등록장, 품종 설명 및 공식 품종 표준(SoP)을 관리한다. 이 고양이 등록소는 품종 단체나 품종 협회와 같지 않다. 이들은 등록소의 후원 하에 전시할 수 있도록 품종 표준을 제출하는 하나 이상의 등록소에 소속되어 있는, 특정 품종을 위한 단체이다. 고양이 등록소는 각각 고유한 규칙을 가지고 있으며, 보통 캣쇼를 조직하거나 허가(제재)한다. 쇼 절차는 매우 다양하며, 한 등록소에서 수상한 상은 일반적으로 다른 등록소에서는 인정되지 않는다. 일부 등록소는 사육자에게만 서비스를 제공하며, 몇몇은 고양이 주인을 대상으로 회원 자격을 제공하며, 품종 단체 또는 조직과 사육자 간의 중개자로서의 역할만 하는 경우도 있다.

## 등록소 및 관련 단체 목록

### 세계 조정 기구
- 세계 고양이 회의(WCC) – 품종 표준을 만들지 않음.

### 국제적 단체
- 고양이 애호가 협회(CFA) – 67,000명 이상의 사육사/캐터리 회원[1]. 200만 마리 이상의 등록된 고양이. 연간 400개 이상의 캣쇼; 600개의 단체; 42개의 인정 품종 (2016년 기준 "the largest registry of pedigreed cats"[2])
- 국제 고양이 연맹(FIFe) – 100,000명 이상의 개인 회원. 3,000명 이상의 캐터리 회원. 110,000개 이상의 혈통. 41개 국가에 있는 43개의 단체; 연간 700개 이상의 캣쇼;[3] 48개의 인정 품종 (2016년 기준[4] "the United Nations of cat federations" and "a leading international cat fancier society"[3])
- 국제 고양이 협회(TICA) – 3,000명 이상의 개인 회원.[5] 연간 200개 정도의 캣쇼.[6] 200개 이상의 단체.[7] 75개의 인정 품종 (2016년 기준[8] "the world's largest genetic registry of pedigreed cats, and the world's largest registry of household pets"[9])
- 세계 고양이 연맹(WCF) – 10,000 이상의 사육사/캐터리 회원.[10] 66개의 국가 내 단체.[11][12] 370개의 단체.[13][14] 혈통 수는 알려져 있지 않음.[14] 연간 500개 이상의 캣쇼.[15] 89개의 인정 품종 (2016년 기준[16] "an international association of cat clubs ... working on the development of animal protection laws"[17])

### 국가 내 단체
- 미국 고양이 애호가 협회(ACFA)
- 오스트레일리아 고양이 연맹(ACF)
- 고양이 애호가 관리 협회(GCCF) – UK
- 중국 고양이 애호가 협회(CAA) – China (shares the ACFA standards)
- 캐나다 고양이 협회(CCA-AFC)
- 남아프리카 고양이 위원회(SACC or TSACC)
- 뉴질랜드 고양이 애호가 협회(NZCF)
- 고양이 공식 품종 기록 서적(LOOF) – France
- 이탈리아 국립 고양이 협회(ANFI)